# Lodowiec Mogilnickiego
Lodowiec Mogilnickiego (norw. Mogilnickibreen) – lodowiec na Spitsbergenie, na wschód od szczytu Wawel w Górach Piłsudskiego. Nazwany w 1956 roku przez Norwegów na cześć Henryka Mogilnickiego, fotografa i radiooperatora polskiej wyprawy naukowej na Spitsbergen w 1934 roku, w czasie której został odkryty.